# Hexatoma (Eriocera) bazini
Hexatoma (Eriocera) bazini is een tweevleugelige uit de familie steltmuggen (Limoniidae). De soort komt voor in het Oriëntaals gebied.